# لئوناردو گونزالوس سیلوا
لئوناردو گونزالوس سیلوا (به پرتغالی: Leonardo Gonçalves Silva) مهاجم اهل برزیل است که در شهر Nova Lima و در تاریخ ۲۶ اکتبر ۱۹۸۲ به دنیا آمده‌است.
لئوناردو گونزالوس سیلوا در تیم‌های فوتبال Criciúma سابقهٔ حضور دارد.